# نوي ألم
نُوي أُلم أو أُلم الجديدة (بالألمانية: Neu-Ulm) هي بلدة ألمانية في شفابن، بايرن.